# 20451 Ґалеотті
20451 Ґалеотті (20451 Galeotti) — астероїд головного поясу, відкритий 15 травня 1999 року.
Тіссеранів параметр щодо Юпітера — 3,664.